# Шпанија на Европском првенству у атлетици у дворани 1971.
Шпанија је учествовала на 2. Европском првенству у атлетици у дворани 1971. одржаном у Софији, Бугарска, 14. и 15. марта. У свом другом учешћу на европским првенствима у дворани репрезентацију Шпаније представљало је 13 спортиста (12 м и 1 ж) који су се такмичили у 8. дисциплина (7 мушких и 1 женска).
На овом првенству Шпанија није освојила ниједну медаљу. У табели успешности (према броју и пласману такмичара који су учествовали у финалним такмичењима (првих 8 такмичара)) Шпанија је са два учесником у финалу делила на Холандијом 14. место са 7 бодова. од 21 земље које су имале представнике у финалу. На првенству су учествовале 23 земље чланица ЕАА. Једино Турска и Грчка нису имала представника у финалу.
| Плас. | Земља   | 1. место | 2. место | 3. место | 4. место | 5. место | 6. место | 7. место | 8. место | Бр. финал. - Бод. |
| ----- | ------- | -------- | -------- | -------- | -------- | -------- | -------- | -------- | -------- | ----------------- |
| =14.  | Шпанија | −        | −        | −        | −        | 1 − 4    | 1 − 3    | −        | −        | 2 − 7             |

## Учесници
| Бр. | Дисциплина   | Мушкарци                                      | Жене                | Укупно |
| --- | ------------ | --------------------------------------------- | ------------------- | ------ |
| 1.  | 60 м         | Фернандо Екрива                               |                     | 1      |
| 2.  | 400 м        | Мануел Гајосо Луис Сариа Рамон Магарињос      |                     | 3      |
| 3.  | 800 м        | Антонио Фернандез                             | Марија Коро Фуентес | 2      |
| 4.  | 1.500 м      | Хосе Марија Алонсо Алберто Естебан Хуан Бораз |                     | 3      |
| 5.  | 60 м препоне | Рафаел Кано                                   |                     | 1      |
| 6.  | Скок мотком  | Игнасио Сола                                  |                     | 1      |
| 7.  | Троскок      | Луис Фелипа Арета                             |                     | 1      |
|     | Укупно (7)   | 11                                            | 1                   | 12     |

## Резултати

### Мушкарци
| Атлетичар          | Дисциплина   | Лични рекорд | Квалификације | Квалификације | Полуфинале           | Полуфинале           | Финале               | Финале      | Детаљи |
| Атлетичар          | Дисциплина   | Лични рекорд | Резултат      | Место         | Резултат             | Место                | Резултат             | Место       | Детаљи |
| ------------------ | ------------ | ------------ | ------------- | ------------- | -------------------- | -------------------- | -------------------- | ----------- | ------ |
| Фернандо Екрива    | 60 м         |              | 7,9           | 5. у гр. 3    | Није се квалификовао | Није се квалификовао | Није се квалификовао | 15./16      |        |
| Мануел Гајосо      | 400 м        |              | 48,7          | 2. у гр. 4    | 48,9                 | 3 у пф. 2            | Није се квалификовао | 6./12       |        |
| Луис Сарна         | 400 м        |              | 48,8          | 3 у гр. 1     | Није се квалификовао | Није се квалификовао | Није се квалификовао | 9./12       |        |
| Рамон Магарињос    | 400 м        |              | 50,3          | 3 у гр. 3     | Није се квалификовао | Није се квалификовао | Није се квалификовао | 10./12.     |        |
| Антонио Фернандез  | 800 м        |              | 1:54,0        | 1 у гр. 2 КВ  |                      |                      | 1:52,7               | 6./12       |        |
| Хосе Марија Алонсо | 1.500 м      |              | 3:56,3        | 4. у гр. 1    | Није се квалификовао | Није се квалификовао | Није се квалификовао | 20./24      |        |
| Хуан Бораз         | 1.500 м      |              | 3:57,2        | 6 у гр. 3     | Није се квалификовао | Није се квалификовао | Није се квалификовао | 21./24      |        |
| Алберто Естебан    | 1.500 м      |              | 4:00,8        | 6 у гр. 2     | Није се квалификовао | Није се квалификовао | Није се квалификовао | 24./24.     |        |
| Рафаел Кано        | 60 м препоне |              | 8,4           | 4 у гр. 3     | Није се квалификовао | Није се квалификовао | Није се квалификовао | 17,/19      |        |
| Игнасио Сола       | скок мотком  | 5,00         |               |               |                      |                      | 4,80                 | 11./15 (16) |        |
| Луис Фелипа Арета  | троскок      |              | 16,11         | 5,/15         |                      |                      |                      |             |        |

### Жене
| Атлетичарка         | Дисциплина | Лични рекорд | Квалификације | Квалификације | Полуфинале | Полуфинале | Финале                | Финале | Детаљи |
| Атлетичарка         | Дисциплина | Лични рекорд | Резултат      | Место         | Резултат   | Место      | Резултат              | Место  | Детаљи |
| ------------------- | ---------- | ------------ | ------------- | ------------- | ---------- | ---------- | --------------------- | ------ | ------ |
| Марија Коро Фуентес | 800 м      |              | 2:10,6        | 3 у гр. 3     |            |            | Није се квалификовала | 9./ 14 |        |

## Биланс медаља Шпаније после 2. Европског првенства у дворани 1970—1971.
|     | ЕП     |   |   |   |   | УП |
| 1.  | 1970.  | 0 | 1 | 2 | 3 | 9  |
| 2.  | 1971.  | 0 | 0 | 0 | 0 | 12 |
| 1—2 | Укупно | 0 | 1 | 2 | 3 | 12 |
| --- | ------ | - | - | - | - | -- |

|                                        | Атлетичар                              | Земља                                  |                                        |                                        |                                        |                                        |
| Није било вишеструких освајача медаља. | Није било вишеструких освајача медаља. | Није било вишеструких освајача медаља. | Није било вишеструких освајача медаља. | Није било вишеструких освајача медаља. | Није било вишеструких освајача медаља. | Није било вишеструких освајача медаља. |
| -------------------------------------- | -------------------------------------- | -------------------------------------- | -------------------------------------- | -------------------------------------- | -------------------------------------- | -------------------------------------- |

## Шпански освајачи медаља после 2. Европског првенства 1970—1971.
|    | Атлетичар/ка            | м  | ж | ЕП       | Дисциплина |   |   |   |   |
| -- | ----------------------- | -- | - | -------- | ---------- | - | - | - | - |
| 1. | Хуан Бороз              | м  |   | 1970.    | 800 м      |   |   |   |   |
| 2. | Хавијер Алварез Салгадо | м  |   | 1970.    | 3.000 м    |   |   |   |   |
| 3. | Рафаел Бланкер          | [м |   | 1970.    | скок удаљ  |   |   |   | 3 |
|    | Укупно                  | 3  | 0 | 1970—71. |            | 0 | 1 | 2 | 3 |